# Vólkovka (Krasnodar)
Vólkovka (del ruso: Во́лковка) es un seló del distrito de Lázarevskoye de la unidad municipal de la ciudad de Sochi del krai de Krasnodar, en el sur de Rusia. Está situado en la orilla izquierda del río Západni Dagomýs, 13 km al noroeste de Sochi y 159 km al sureste de Krasnodar, la capital del krai. Tenía 2 351 habitantes en 2010.
Es centro administrativo del ókrug rural Vólkovski, al que pertenecen asimismo Altmets, Baránovka, Varvárovka, Vasílievka, Vérjneye Uchdere, Ordynka, Razbiti Kotel, Serguéi-Pole, Tretia Rota y Chetviórtaya Rota.

## Historia
La localidad fue fundada como derevnia Kuzminka en la década de 1880. Poco tiempo después recibió su nombre actual. En 1885 se asentó aquí la escritora María Býkova, que moriría en la localidad en 1907. Con la cooperación de la compositora Valentina Serova, madre del pintor Valentín Serov, en 1898 abrió en la localidad una granja-escuela para niños campesinos, que trabajaban en la granja para pagar su educación.
Perteneció entre el 26 de diciembre de 1962 y el 16 de enero de 1965 al raión de Tuapsé. En 2011 se colocó en la localidad una placa conmemorativa en honor a María Býkova. El 28 de noviembre de ese año, se inauguró la red de gas natural de Vólkovka.

## Economía y transporte
En la localidad se halla un complejo de cultivo y elaboración de té de la marca Krasnodarski chai (Краснодарский чай), las industrias madereras Vólkovska zastava (Волковская застава) e Irart (Ирарт), la fábrica de componentes para el suministro de calefacción, agua y electricidad Osminog (Осьминог) y la empresa dedicada a la construcción y mantenimiento de carreteras Dagomýskoye DRSU (Дагомысское ДРСУ).
9 km al sur de la localidad se halla la estación de ferrocarril de Dagomýs en la línea Tuapsé-Sujumi de la red del ferrocarril del Cáucaso Norte y la carretera federal M27 Dzhubga-frontera abjasa.

## Lugares de interés
En la orilla izquierda del río, inmediatamente al sur de la localidad se halla un dolmen. En la zona alta de la localidad se halla un pequeño embalse o lago artificial.

## Deporte
La localidad cuenta con un estadio de fútbol y un hipódromo.